# باب القصبة

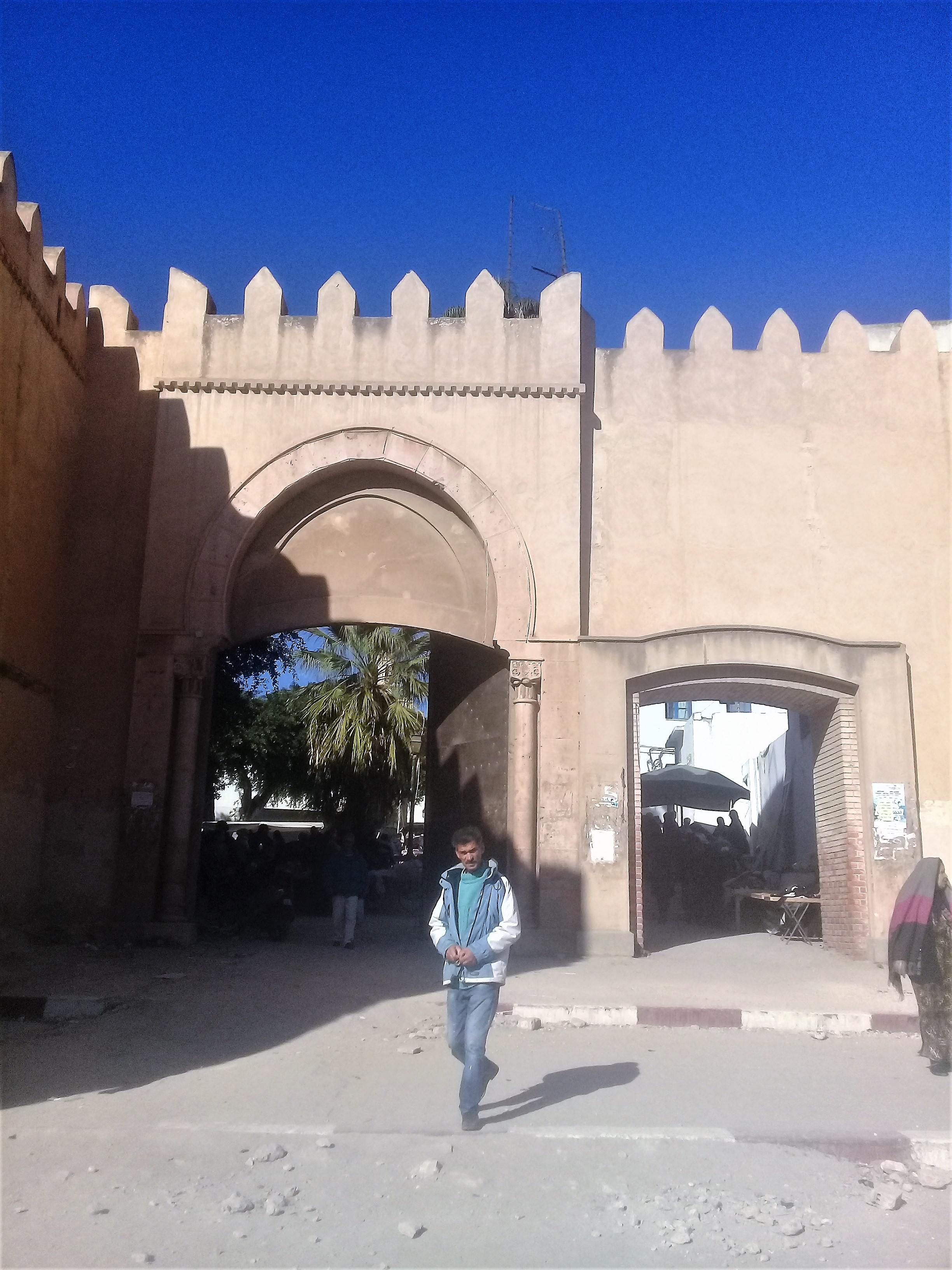
صورة للباب من الخارج

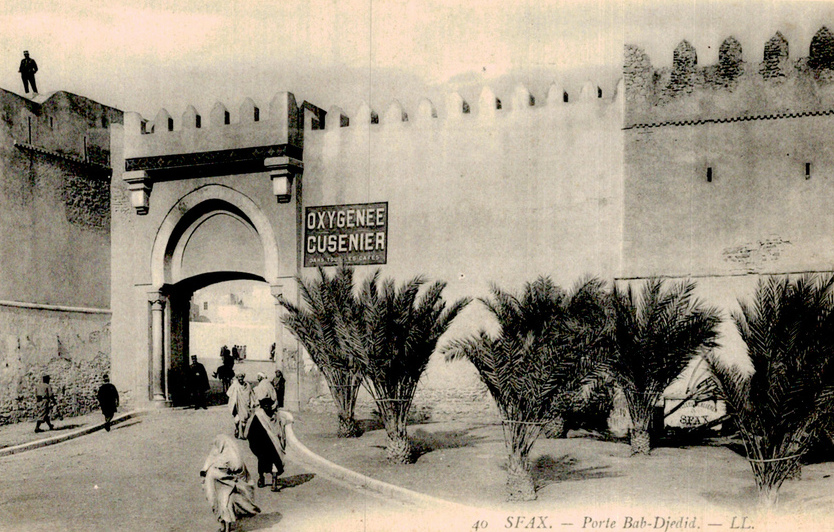

باب القصبة الذي يدعى أيضا الباب الجديد أو باب سيدي إلياس هو أحد أبواب مدينة صفاقس العتيقة ويقع بآخر السور الجنوبي غربا.
سمي الباب الجديد لأنه أول باب فتح في السور في أواخر القرن الماضي وكان باباً واحدا ثم جدد حوالي عام 1960م وزيد جواره فتحه ثانية وأنشئت في مدخله حديقة، وعلى يمين الداخل منه رباط الشيخ مفتاح الذي به ضريحه.
في الساحة الداخلية أربعة أنهج هي نهج القصر، نهج الشيخ سيدي عباس، نهج القصبة، أو حارة الصناع.

## معرض صور

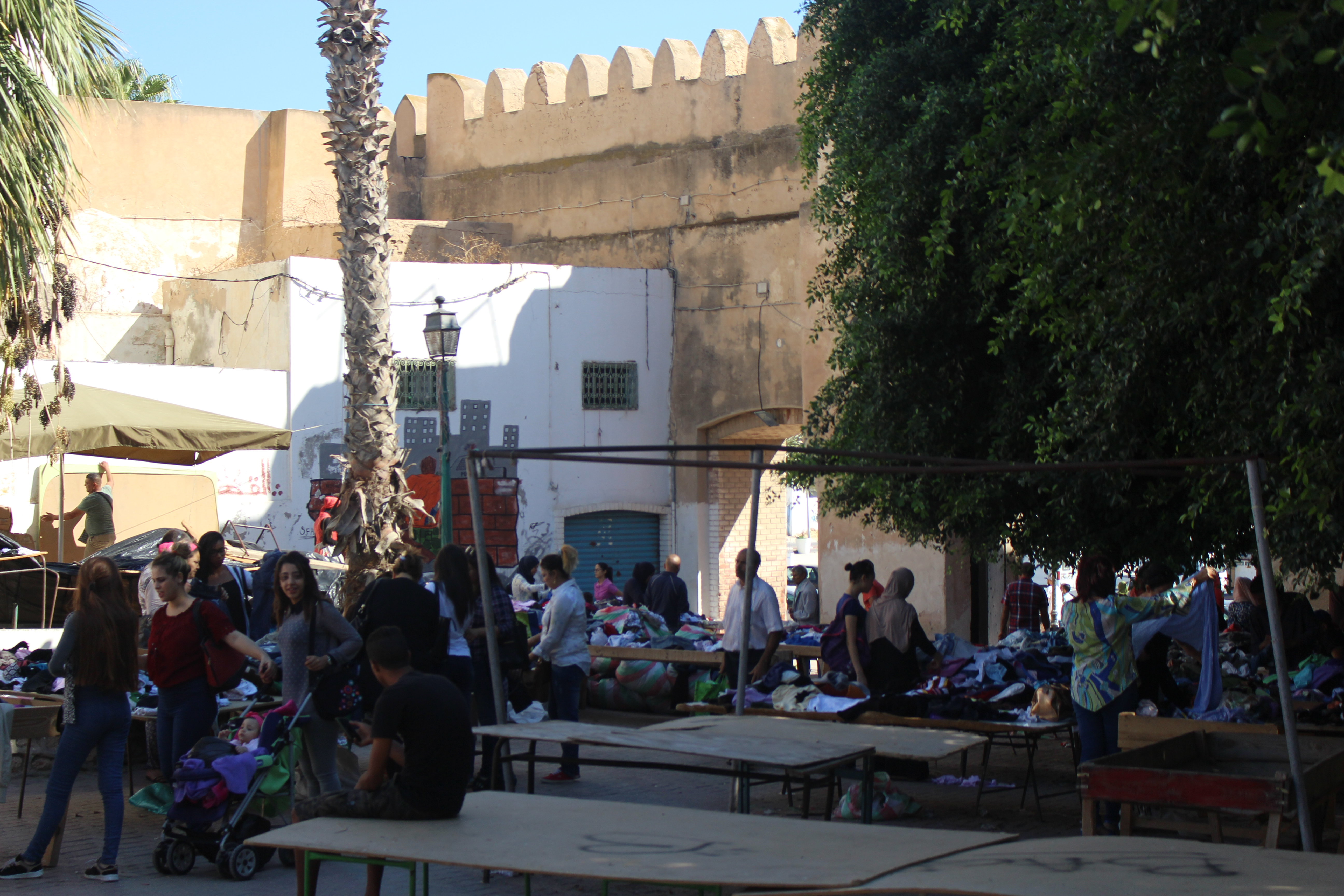
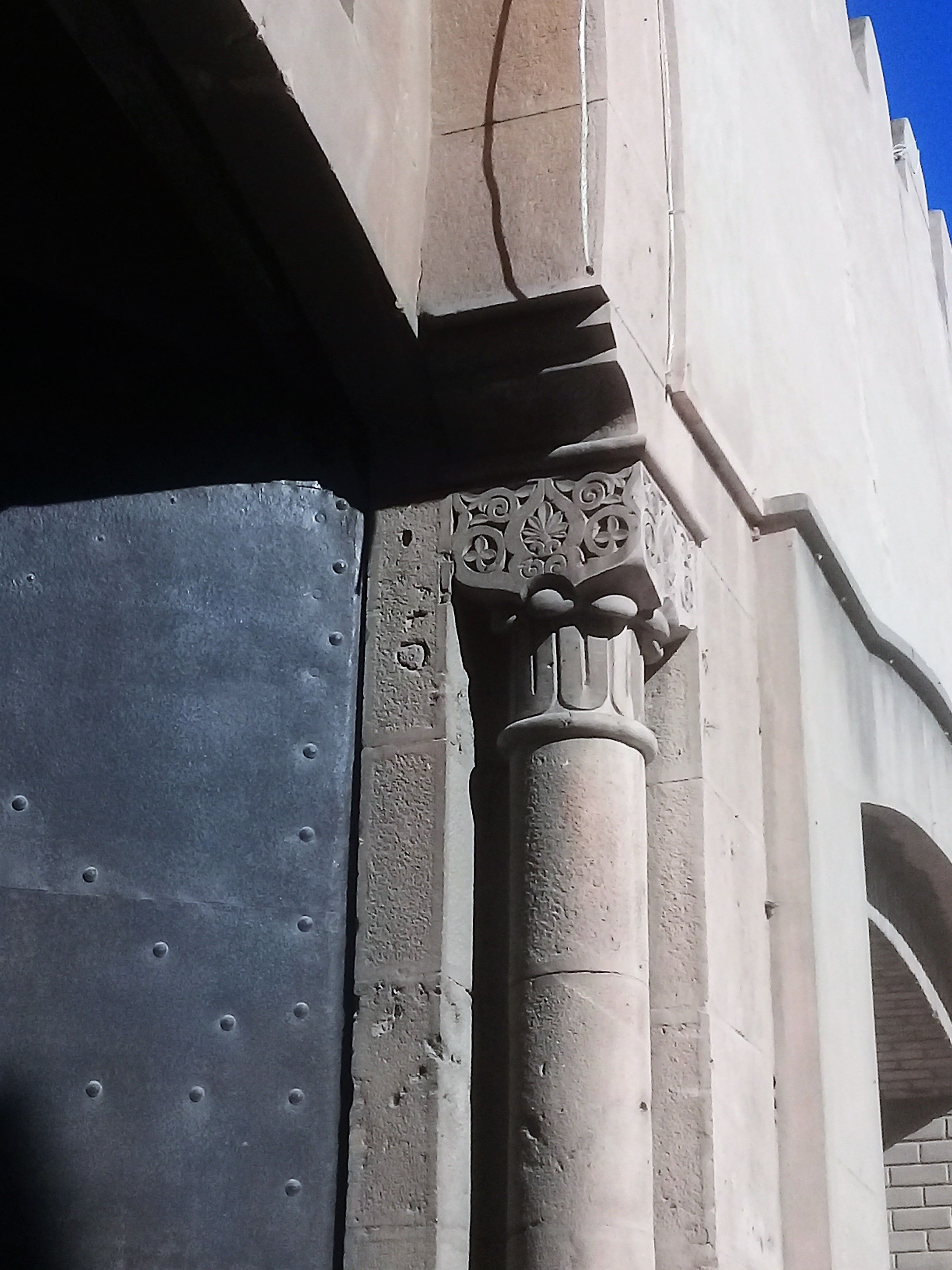
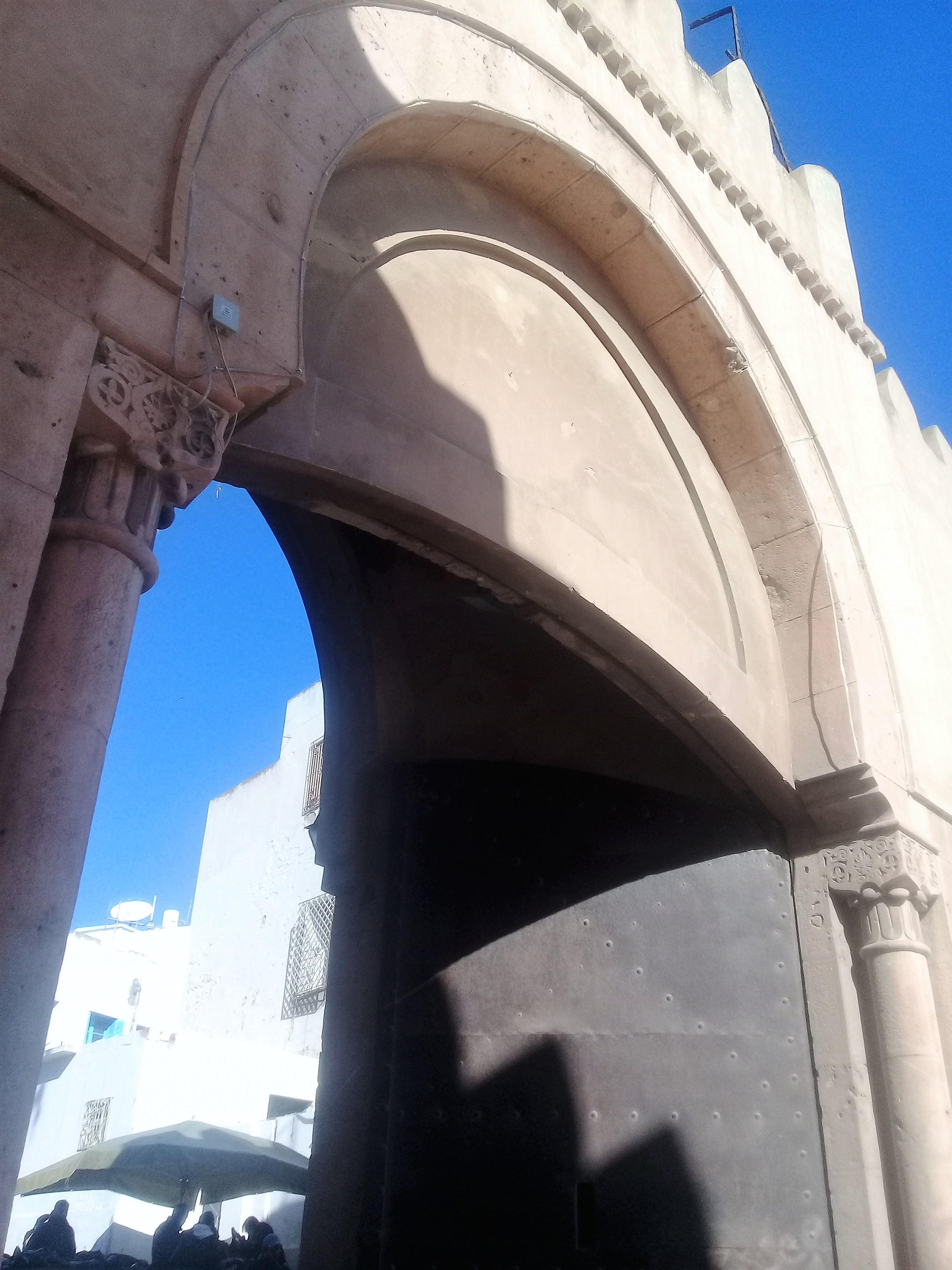
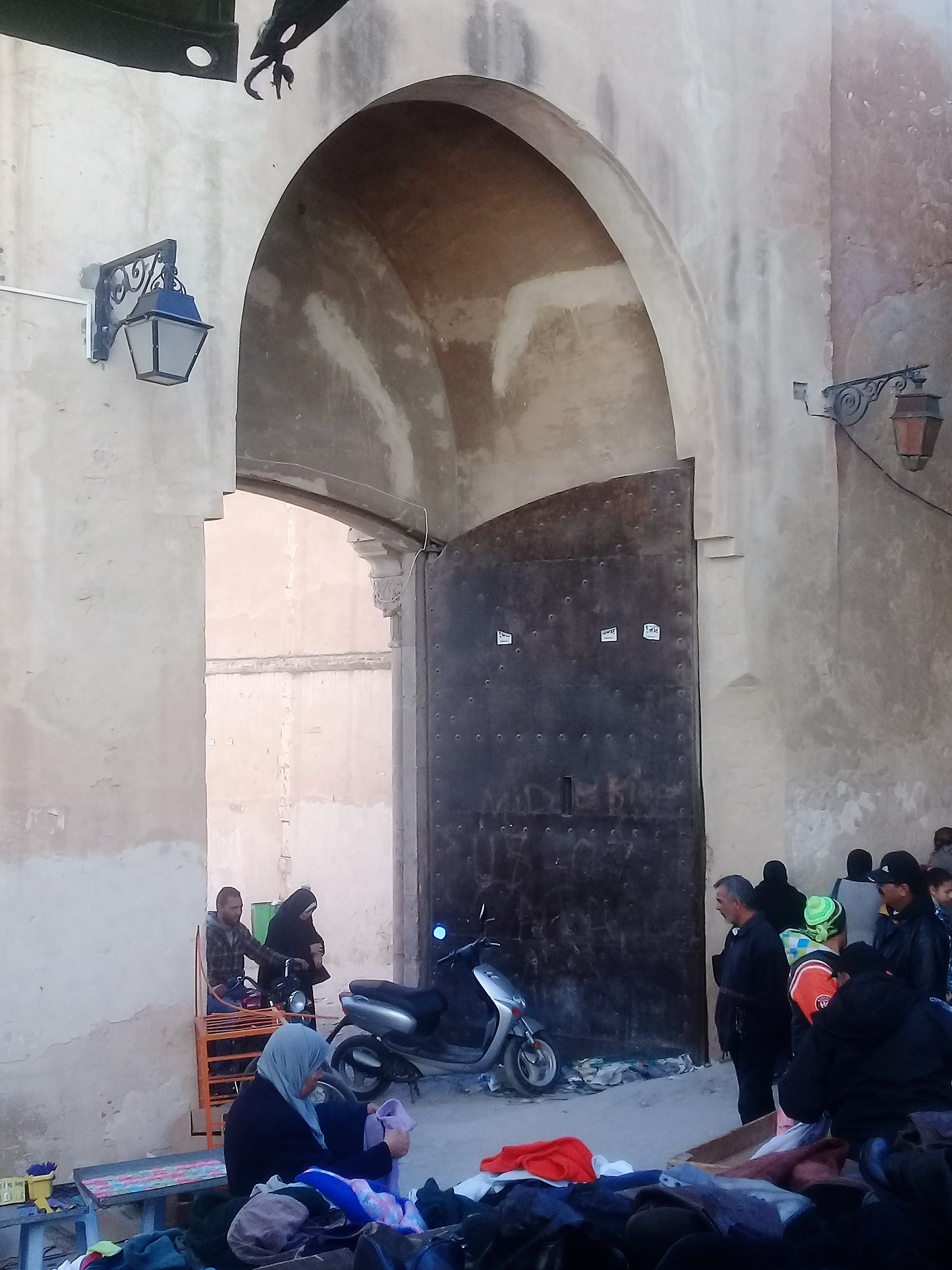